# قريضة لبنانية
القريضة اللبنانية نوع نباتي يتبع جنس القريضة من الفصيلة القريضية (باللاتينية: Cistaceae).

## الموئل والانتشار
موطن هذا النبات بلاد الشام.